# مصطفى غزلان
مصطفى بك غُزلان (1890- 1938م) خطاط الملك فؤاد الأول، ورئيس التوقيع بالديوان الملكي، وكاتب الكسوة الشريفة، وواضع قواعد الخط الديواني المصري (الغزلاني).

## حياته
ولد في محافظة المنوفية، ومات أبوه وهو طفل صغير، فأرسلته أمه للخطاط الشيخ مصطفى الغَر ليتعلم عنده الخط العربي. فدرس على يديه خطي النسخ والثلث، وأخذ خط الرقعة عن الأستاذ محمود ناجي الموظف بالديوان العالي السلطاني، وأخذ الخط الديواني عن محمود باشا شكري، الذي كان رئيس الديوان إلى عهد السلطان حسين، وأوائل عهد الملك فؤاد. وقد التحق للعمل بالديوان الملكي وترقى حتى أصبح رئيس التوقيع والخطاط الخاص للملك فؤاد.

## أعماله
كان مصطفى بك غزلان يجيد العديد من الخطوط، لكنه تميز في الخط الديواني الذي أدخل عليه بعض التعديلات والتحسينات حتى سُمى باسمه، فأصبح يعرف حتى وقتنا هذا بالديواني الغزلاني، وقد أخرج كراريس من هذا الخط بحجمين كبير وصغير، وقد طبعتها مصلحة المساحة. لغزلان بك مآثر خطية تاريخية خالدة، فقد كتب بخط الثلث جدران قاعتي العرش في قصري عابدين بالقاهرة، ورأس التين بالإسكندرية، كما كتب في قاعدة المائدة الملكية بعابدين آيات قرانية، وحكماً مختارة، وكتب أيضاً مونوغرام الملك فؤاد الأول بالخط الديواني، فأصبحت الشارة الملكية والشعار الرسمي لجلالته، وكذلك اسم جلالة الملك فاروق الأول، ثم أسند إليه كتابة ثوب الكعبة المعظمة (الكسوة الشريفة) في سنة 1356هـ، الذي كانت ترسله مصر إلى الحجاز.

## عمله بالتدريس
انتدب لتدريس الخط الديواني بمدرسة تحسين الخطوط الملكية بباب الشعرية، وقد تتلمذ على يديه عدد غير قليل من خطاطي مصر المبدعين، وكان تلميذه المدلل شيخ الخطاطين محمد عبد القادر عبد الله، ولشدة حبه له وإعجابه به كانت له رغبة في أن يزوجه ابنته.

## وفاته
توفي غزلان بك- رحمه الله- في أواخر سنة 1356 هـ/ 1938م عن 48 سنة فقط تاركًا تراثا خطيًا كبيرا.